# Dominik Krieger
Dominik Krieger (Herrenberg, 25 juni 1968) is een Duits voormalig professioneel wielrenner. Hij reed in het verleden onder meer twee seizoenen voor Team Telekom. In 1985 werd Krieger tweede op het Duitse kampioenschap voor junioren. Tijdens zijn eerste Tourdeelname, in 1991, eindigde hij als derde in het jongerenklassement.

## Belangrijkste overwinningen
1988
- 8e etappe Ronde van de Europese Gemeenschap

1989
- Ronde van Keulen
- 4e etappe GP Tell

1992
- Baden-Baden (met Tony Rominger)

## Resultaten in voornaamste wedstrijden
| Jaar | Ronde van Italië | Ronde van Frankrijk | Ronde van Spanje |
| ---- | ---------------- | ------------------- | ---------------- |
| 1990 |                  |                     |                  |
| 1991 |                  | 63e                 |                  |
| 1992 |                  | 53e                 |                  |

| Jaar | Milaan-San Remo | Gent-Wevelgem | Ronde van Vlaanderen | Amstel Gold Race | Luik-Bast.‑Luik | Ronde van Lombardije | Rund um den Henninger-Turm |
| ---- | --------------- | ------------- | -------------------- | ---------------- | --------------- | -------------------- | -------------------------- |
| 1990 |                 |               |                      |                  |                 | 47e                  |                            |
| 1991 |                 | 44e           | 60e                  | 46e              |                 | 49e                  |                            |
| 1992 | 133e            |               |                      | 43e              | 61e             | 57e                  | 9e                         |